# Cmentarz żydowski w Jędrzejowie
Cmentarz żydowski w Jędrzejowie – kirkut został założony pod koniec XIX wieku. Ma powierzchnię 1 ha. Mieścił się przy drodze do Pińczowa. Został zdewastowany przez nazistów w czasie okupacji i niszczał po jej zakończeniu. Obecnie jest nie ogrodzony. Zachowały się jedynie niewielkie fragmenty zniszczonych macew.
W lipcu 2011 podczas prac budowlanych na ul. Jasionka odkryto, że znajdujący się tam niewielki mostek, jest zbudowany z macew pochodzących z cmentarza żydowskiego. Konstrukcja nie została rozebrana, a w miejscu odkrycia wmurowano jedynie tablicę pamiątkową.

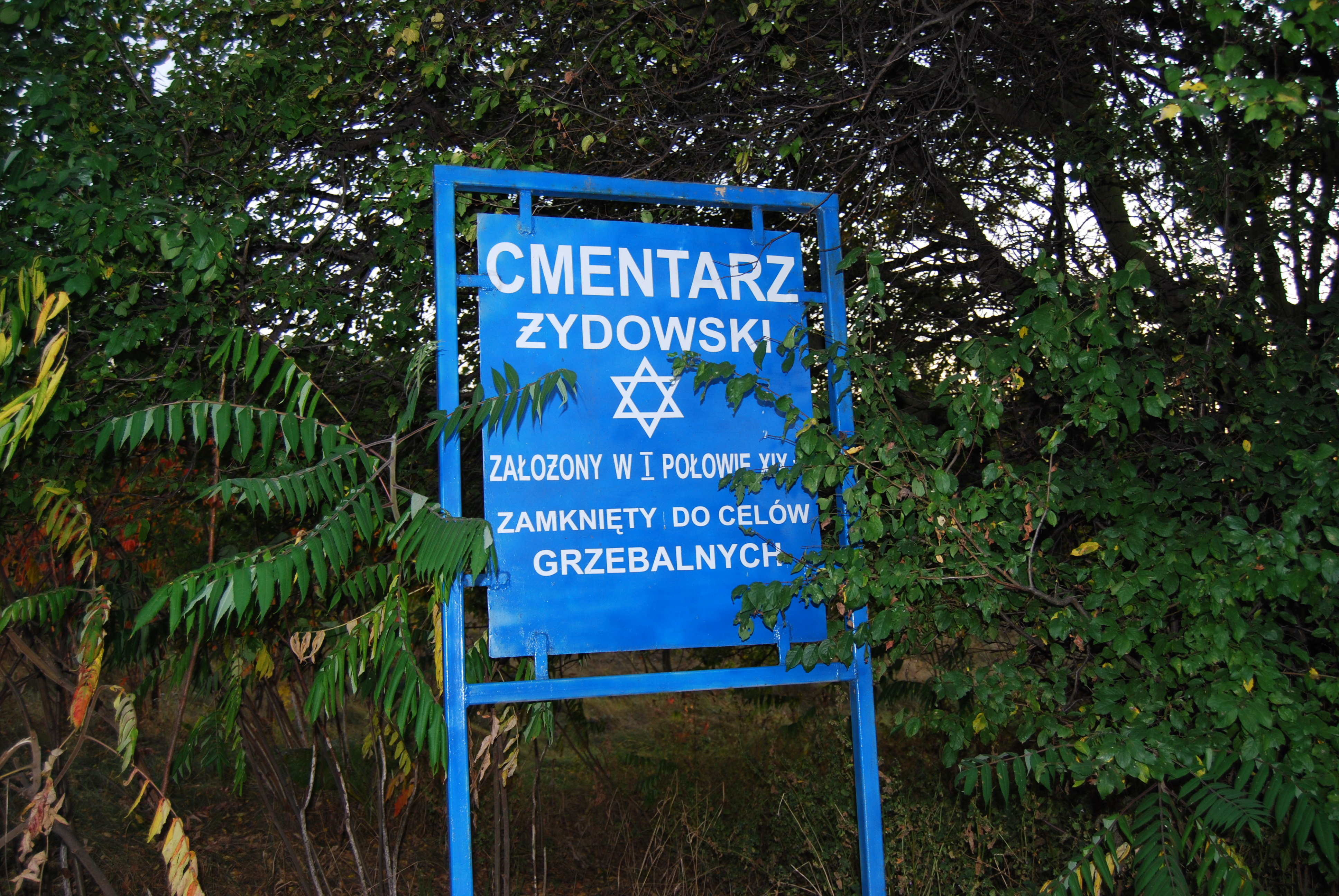
Tablica informacyjna
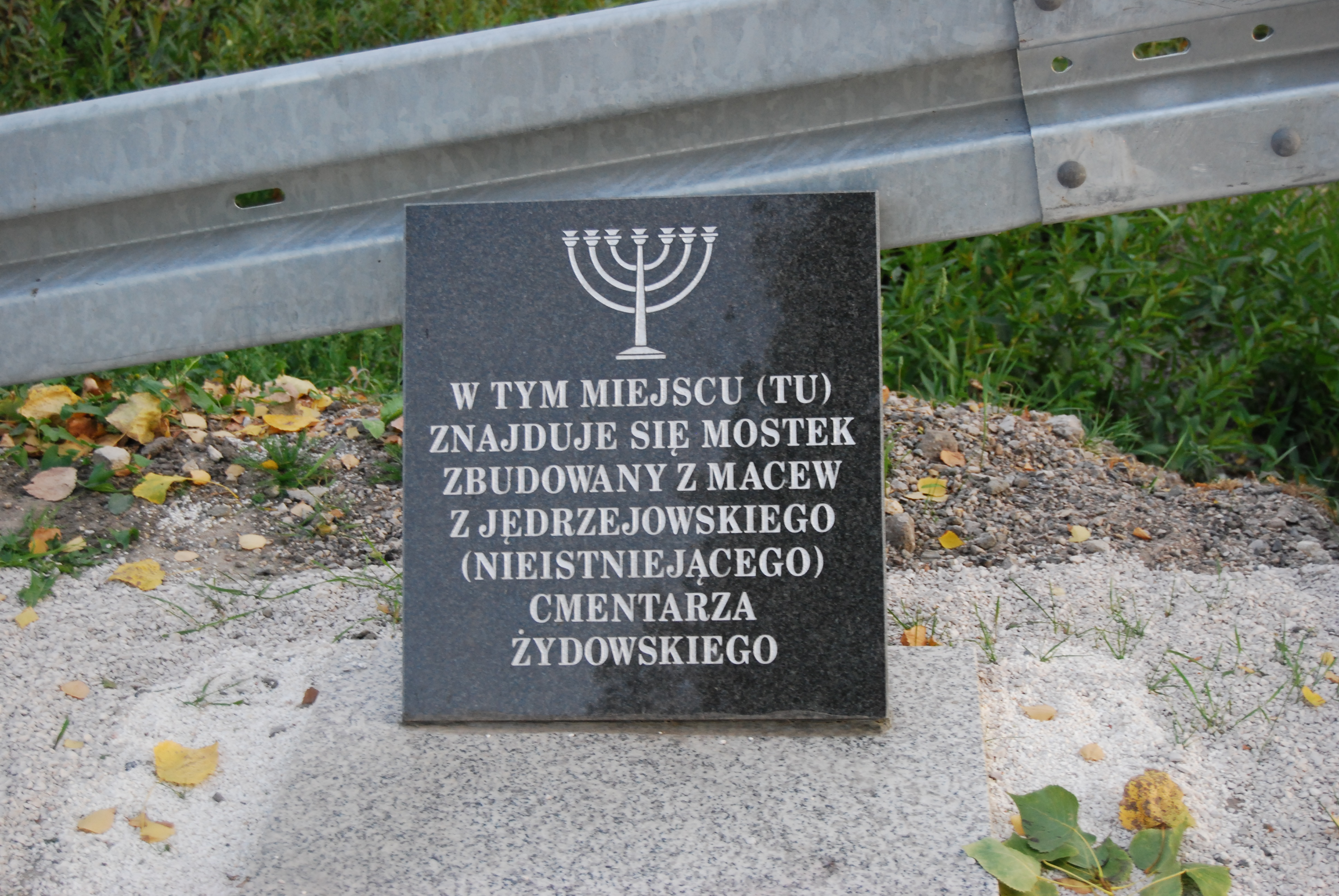
Tablica pamiątkowa na mostku w Jędrzejowie
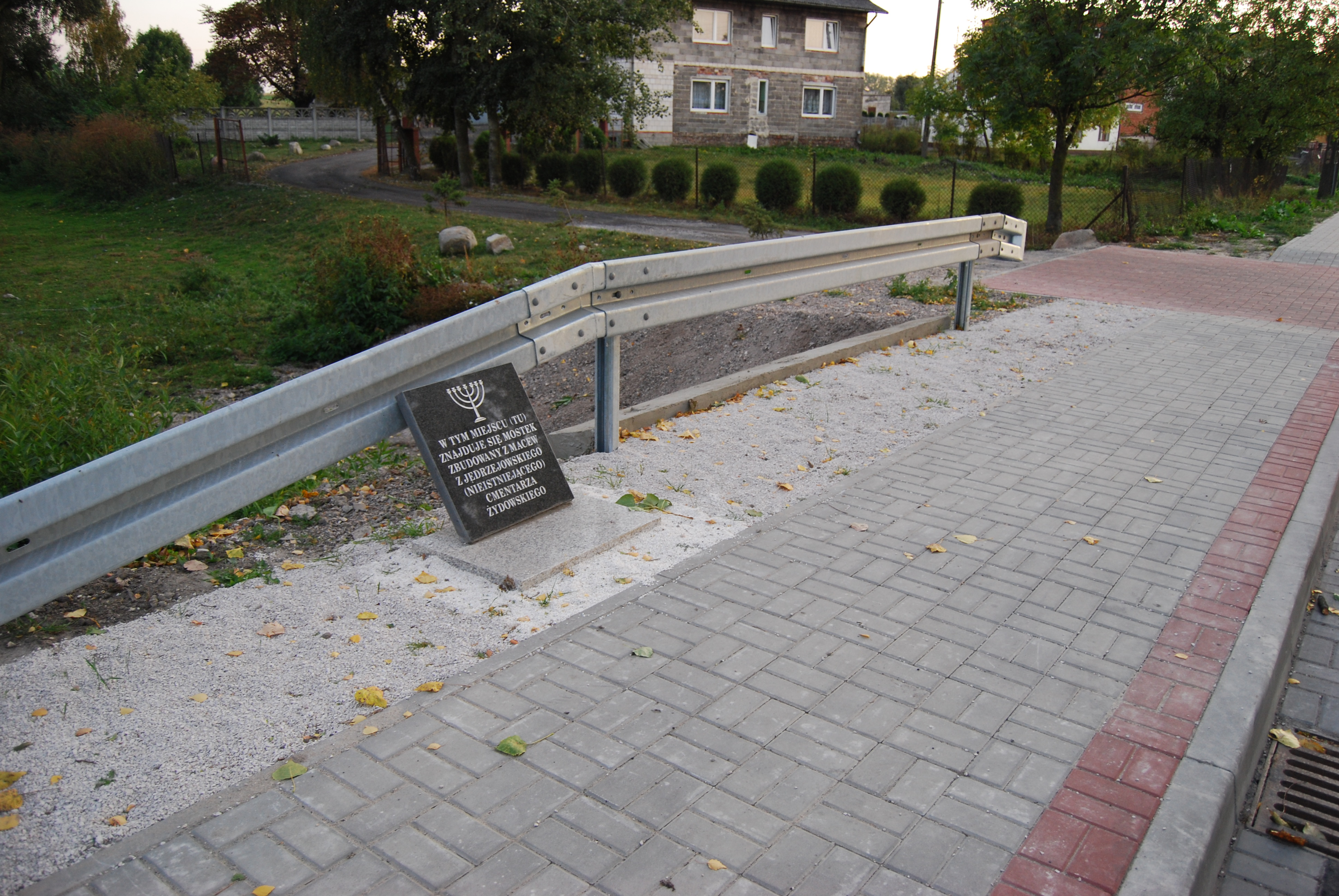
Mostek przy ulicy Jasionka